# Bøhmen ved sommer-OL 1908
Bøhmen deltog med 19 atleter ved sommer-OL 1908 i London, England. De var fordelt på fem sportsgrene, som var atletik, fægtning, gymnastik, tennis og brydning. Bøhmen tog i alt to bronzemedaljer, og endte dermed på en 17. plads i den samlede medaljestatistik.

## Medaljetagere
| Bøhmen under sommer-OL i 1908 i London | Bøhmen under sommer-OL i 1908 i London                                                         | Bøhmen under sommer-OL i 1908 i London | Bøhmen under sommer-OL i 1908 i London | Bøhmen under sommer-OL i 1908 i London |
| Medaljer                               | Atlet                                                                                          | Sport                                  | Disciplin                              |                                        |
| -------------------------------------- | ---------------------------------------------------------------------------------------------- | -------------------------------------- | -------------------------------------- | -------------------------------------- |
| Bronse                                 | Vilém Goppold von Lobsdorf                                                                     | Fægtning                               | Sabel                                  |                                        |
| Bronse                                 | Otakar Lada Vlastimil Lada-Sázavský Vilém Goppold von Lobsdorf Jaroslav Tuček Bedřich Schejbal | Fægtning                               | Sabel, holdkonkurrence                 |                                        |